# Kramsk (gromada)
Kramsk – dawna gromada, czyli najmniejsza jednostka podziału terytorialnego Polskiej Rzeczypospolitej Ludowej w latach 1954–1972.
Gromady, z gromadzkimi radami narodowymi (GRN) jako organami władzy najniższego stopnia na wsi, funkcjonowały od reformy reorganizującej administrację wiejską przeprowadzonej jesienią 1954 do momentu ich zniesienia z dniem 1 stycznia 1973, tym samym wypierając organizację gminną w latach 1954–1972.
Gromadę Kramsk z siedzibą GRN w Kramsku utworzono – jako jedną z 8759 gromad na obszarze Polski – w powiecie konińskim w woj. poznańskim, na mocy uchwały nr 25/54 WRN w Poznaniu z dnia 5 października 1954. W skład jednostki weszły obszary dotychczasowych gromad Bilczew, Kramsk-Dębicz, Kramsk-Osada i Kramsk-Pole oraz miejscowości Ksawerów i Ranna z dotychczasowej gromady Lichnowo – ze zniesionej gminy Kramsk w tymże powiecie. Dla gromady ustalono 19 członków gromadzkiej rady narodowej.
1 stycznia 1958  do gromady Kramsk włączono obszar zniesionej gromady Jabłków w tymże powiecie. 
1 stycznia 1962 do gromady Kramsk włączono obszar zniesionej gromady Święte (bez miejscowości Milin) w tymże powiecie.
Gromada przetrwała do końca 1972 roku, czyli do kolejnej reformy gminnej. 1 stycznia 1973 w powiecie konińskim reaktywowano gminę Kramsk.